# Відступник (фільм, 1987)
Не плутати з однойменним британським фільмом 2017 року.
Відступник — радянсько-німецько-австрійський двосерійний художній фільм-фантастика 1987 року, знятий режисером Валерієм Рубінчиком.

## Сюжет
Професор Едвард Міллер сконструював прилад, здатний копіювати живі організми. Перший двійник, копія самого професора, на відміну від справжнього, жорстокий і егоїстичний. Він активно і безцеремонно вторгається в життя професора і тепер має намір продати винахід, здатний необмежено відтворювати солдатів, військовим структурам…

## У ролях
- Григорій Гладій — професор Міллер
- Микола Єременко — Дорон
- Лариса Бєлогурова — Марія
- Валентина Шендрікова — Емілія
- Андрій Кашкер — Честер
- Карина Морітц — Лінда
- Олександр Струнін — президент
- Василь Кравцов — батько Міллера
- Олена Кононенко — матір
- Михайло Жарковський — епізод
- Вітаутас Канцлеріс — епізод
- Віктор Лебедєв — епізод
- Хейно Мандрі — епізод
- Іван Мацкевич — епізод
- Валерій Мороз — інспектор
- Ігор Петровський — інспектор
- Олександр Подобєд — епізод
- В'ячеслав Солодилов — епізод
- Євгенія Тайманова — епізод
- Сергій Черкасов — епізод
- Віктор Рибчинський — епізод
- Станіслав Вількін — епізод

## Знімальна група
- Режисер — Валерій Рубінчик
- Сценарист — Валерій Рубінчик
- Оператор — Юрій Єлхов
- Художник — Олександр Чертович